# Mrówcza Górka
Mrówcza Górka – wzgórze w południowej Polsce, na Wyżynie Katowickiej, w granicach Katowic. Wzgórze o wysokości 305,7 m n.p.m. wykształciło się na skałach warstw orzeskich pochodzących z górnego karbonu. Przez szczyt przebiega dział wodny zlewni trzech rzek: Rawy, Boliny i Potoku Leśnego. U jego podnóży w przeszłości znajdowała się kolonia Amandy, zaś do 2021 roku powstało osiedle Nowy Nikiszowiec.

## Położenie
Mrówcza Górka pod względem podziału fizycznogeograficznego opracowanego przez Jerzego Kondrackiego znajduje się makroregionie Wyżyna Śląska (341.1), w jej środkowej części – na obszarze mezoregionu Wyżyna Katowicka (341.13), natomiast pod względem jednostek geomorfologicznych – na obszarze Płaskowyżu Katowickiego. Płaskowyż ten składa się z szeregu garbów zbudowanych z utworów karbońskich o wyrównanych wierzchołkach, na poziomie powyżej 300 m n.p.m. Jest on pocięty przez wypełnione glacjalnymi osadami doliny rzek, w tym Rawy, Potoku Leśnego i Boliny. W podziale na mniejsze jednostki, Mrówcza Górka jest położona w północnej części Płaskowyżu Murcek.
Pod względem administracyjnym, szczyt Mrówczej Górki położony jest w centralnej części województwa śląskiego, na terenie Katowic, w dzielnicy Janów-Nikiszowiec, na wschód od ul. Gospodarczej, na południe od miejsca, gdzie w przeszłości znajdowała się kolonia Amandy i na zachód od Nowego Nikiszowca.

## Geografia

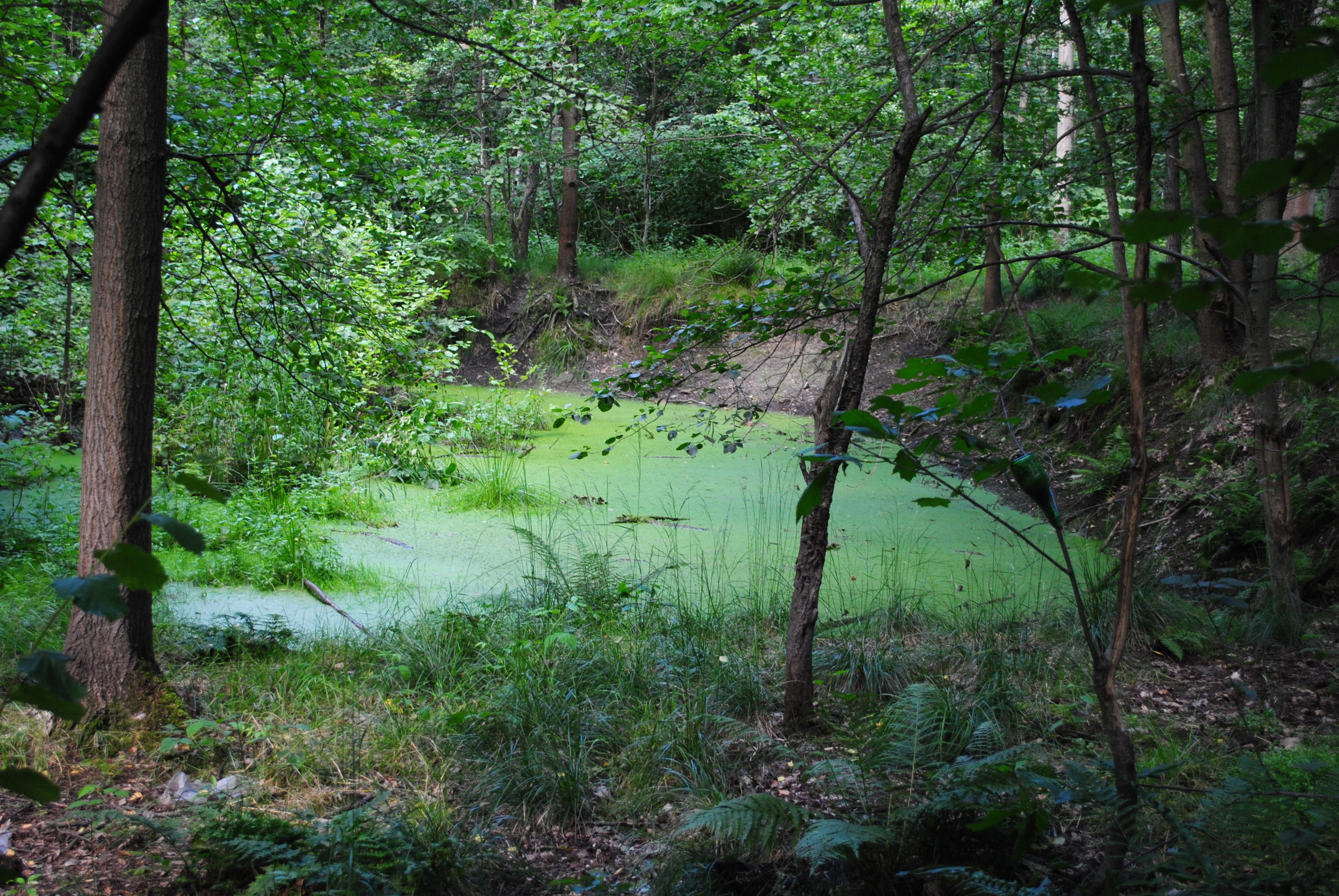
Staw w rejonie dawnej kolonii Amandy, na północ od szczytu Mrówczej Górki

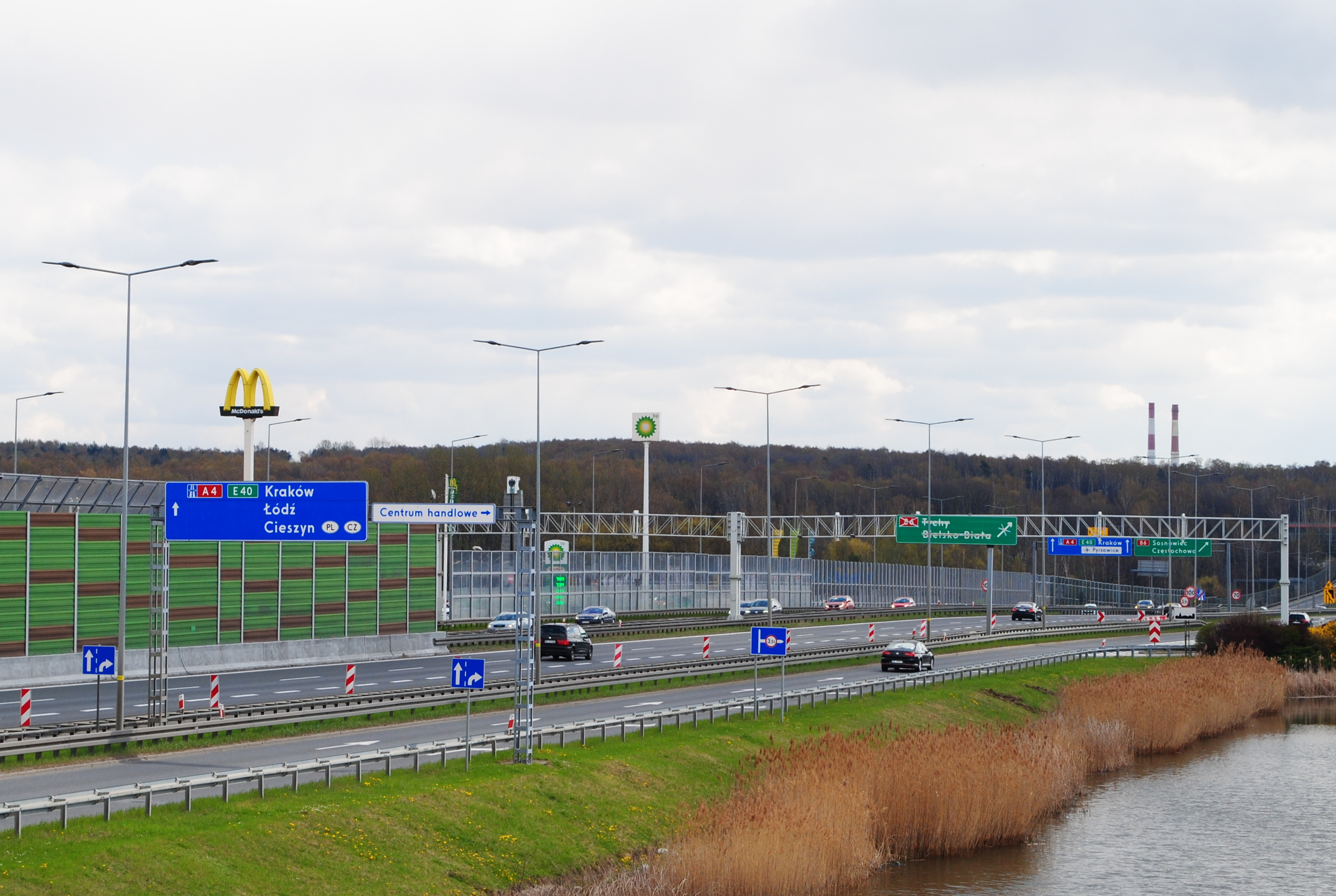
Mrówcza Górka widziana z kładki nad autostradą A4 (2022)

Mrówcza Górka wykształciła się na obszarze zapadliska górnośląskiego, który ma rzeźbę zrębową. Górka zbudowana jest ze skał z górnego karbonu – z warstw orzeskich. Jest to potężna seria łupków z wkładkami piaskowców, syderytów i prawie pięćdziesięcioma pokładami węgla kamiennego, a czego dwa mają ponad 1,5 metra miąższości. W warstwach orzeskich występują również ławice iłołupków, które były w przeszłości wykorzystywane do produkcji ceramiki budowlanej. Utwory karbońskie, z których zbudowana jest Mrówcza Górka, powstały przed 300 milionami lat na zatorfionych brzegach rozległych jezior.
W trzeciorzędzie dochodziło do intensywnych procesów wietrzenia chemicznego oraz denudacji, w wyniku czego w tym okresie utworzyły się główne rysy obszaru Mrówczej Górki. W czwartorzędzie obszar Mrówczej Górki był pod wpływem prawdopodobnie dwóch zlodowaceń: sanu (krakowskiego) i odry (środkowopolskiego). W tym czasie dochodziło ponadto do odgrzebywania wzniesień spod pokrywy starszych osadów, a także zasypywania obniżeń i dolin rzecznych.
Wysokość wzgórza według różnych źródeł jest inna. Przedwojenne mapy niemieckie oraz Mapa Szczegółowa Polski z 1933 roku podaje wysokość 308,9 m n.p.m. Na mapie topograficznej z 1965 roku wysokość ta wynosi 311 m n.p.m., a według mapy topograficznej z 1992 roku – 305,7 m n.p.m.
W ostatnich wiekach znaczny wpływ na rzeźbę Mrówczej Górki ma działalność człowieka, związana zwłaszcza z rozwojem osadnictwa oraz działalnością przemysłu górniczego (w tym tzw. płytkiej eksploatacji górniczej), które prowadzą do powstania niewielkich powierzchniowo zapadlisk. Stok Mrówczej Górki w ekspozycji północno-wschodniej jest jednym z trzynastu miejsc w Katowicach zagrożonych ruchami masowymi o powierzchni 2,1 ha. Stok w tym miejscu zbudowany jest z mułowców i iłowców z przewarstwieniami piaskowców z górnego karbonu, które są przykryte cienką warstwą piasków i glin deluwialnych z plejstocenu.
Mrówcza Górka w całości położona jest w dorzeczu Wisły, natomiast na jej szczycie przebiega dział wodny pomiędzy trzema zlewniami: Rawy (północny stok), Boliny (południowy stok) i Potoku Leśnego (zachodni stok). U podnóża Mrówczej Górki, w rejonie dawnej kolonii Amandy wykształcił się staw, który jest wypełniony wodami gruntowymi, które zbierają się w niecce powstałej wskutek osiadania terenu.

## Przyroda i ochrona środowiska

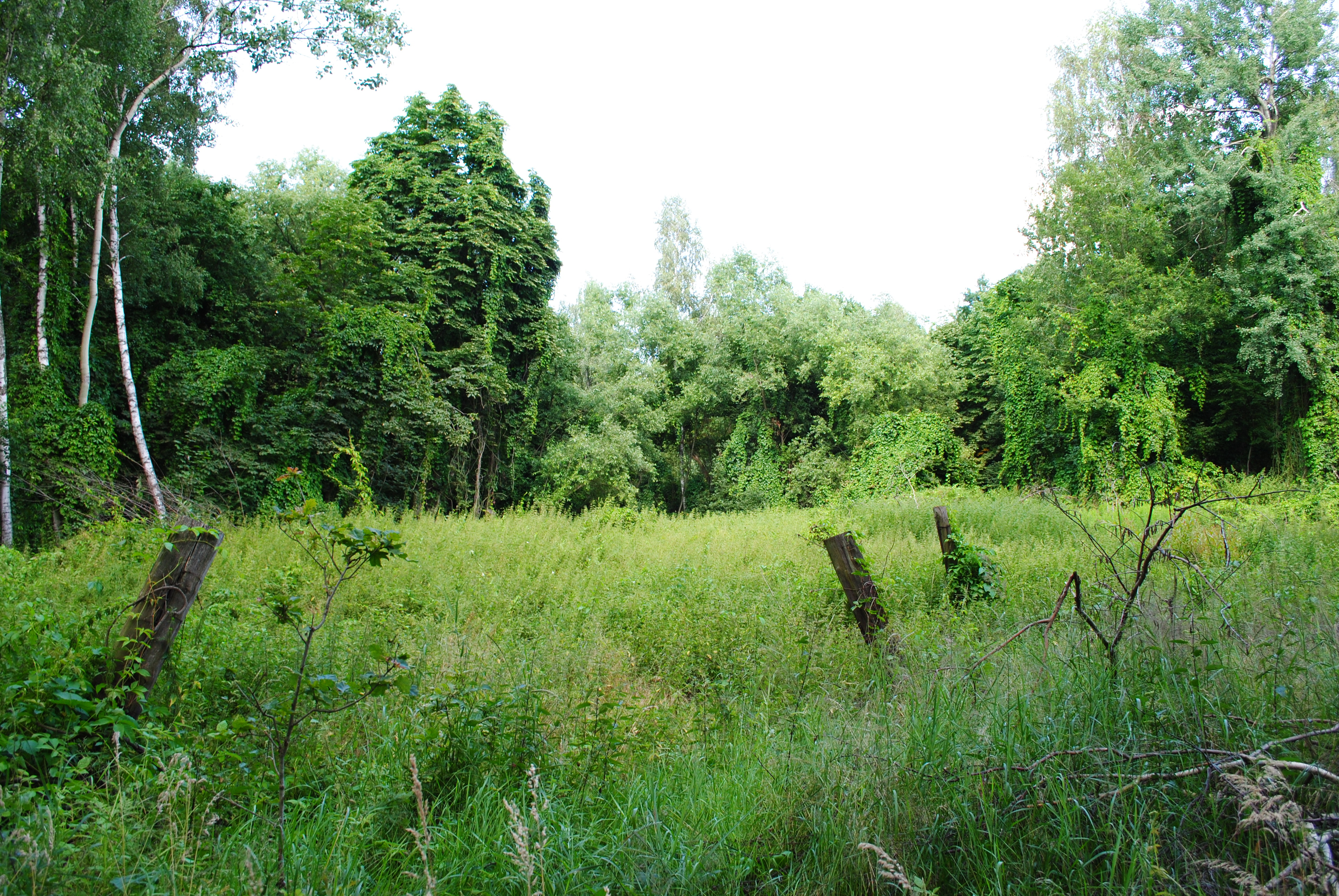
Polana leśna na północnym stoku Mrówczej Górki

Znaczna część stoków Mrówczej Górki, zwłaszcza północnych i zachodnich, jest porośnięta zbiorowiskami leśnymi, z czego najcenniejszym przyrodniczo jest płat grądu środkowoeuropejskiego, zlokalizowany na południowy zachód od szczytu, niedaleko leśnej drogi . Stoki Mrówczej Górki są miejscem występowania będącej pod ochroną listery jajowatej. Zbiorowiska leśne wzniesienia są lasami ochronnymi będącymi pod zarządem Lasów Państwowych, w Leśnictwie Janów, będącej częścią Nadleśnictwa Katowice. Dominującym gatunkiem drzew w lasach u podnóża Mrówczej Górki jest brzoza brodawkowata. Ponadto występują tu płaty z dominacją olszy czarnej, w rejonie dawnej kolonii Amandy modrzewia europejskiego, a w północno-wschodniej części również topoli osiki i dębu. Pod względem roślinności potencjalnej cały obszar Mrówczej Górki jest terenem nieznanej tendencji sukcesyjnej.
Lasy w Mrówczej Górce zamieszkują zwierzęta różnych gatunków, lecz ich skład gatunkowy jest silnie zubożony ze względu na fragmentację lasów i długotrwałą ich izolację. Wśród nich liczne są ssaki, w tym wszelkiego rozmiaru gryzonie oraz owadożerne (w tym jeże, ryjówki i krety), a spośród większych sarny, dziki, zające, łasice oraz lisy, kuny leśne czy wiewiórki.
Obszar Mrówczej Górki nie jest objęty żadną formą ochrony przyrody. Nie przebiega także przez nią żaden korytarz ekologiczny.

## Historia i zagospodarowanie przestrzenne

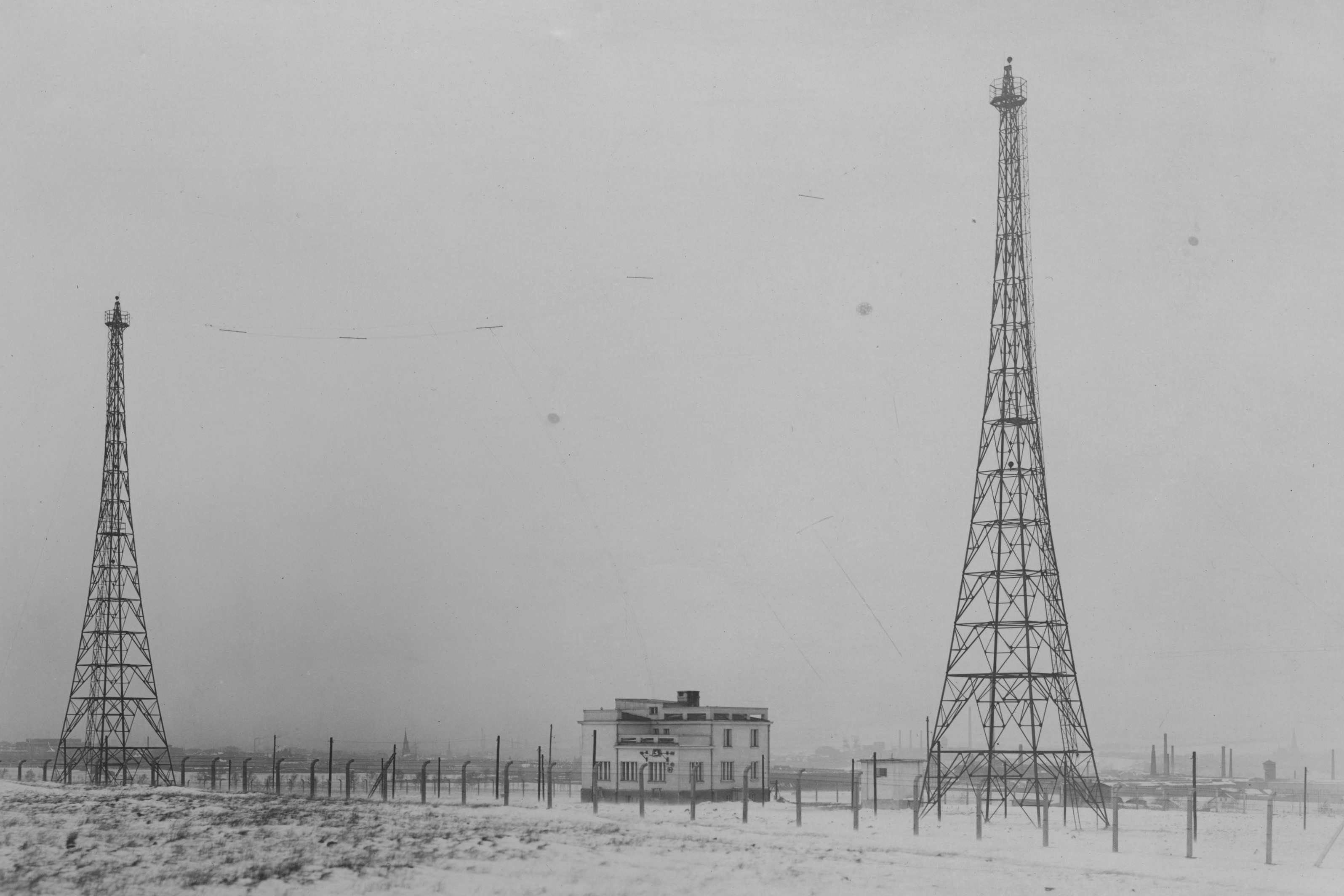
Maszty radiowe na Mrówczej Górce w latach międzywojennych

W pierwszej połowie XIX wieku, na północnych stokach Mrówczej Górki przy kopalni węgla kamiennego „Amanda” powstała nieistniejąca obecnie kolonia Amandy. Kolonia ta była niewielka – w 1871 roku mieszkało w niej 87 osób. Sama zaś kopalnia została nadana 3 maja 1837 roku i po połączeniu z kopalnią Agnes powołano 14 maja 1840 roku kopalnię „Agnes Amanda”, w której wydobywano węgiel kamienny w rejonie Mrówczej Górki z przerwami do 1883 roku, kiedy to kopalnię tą włączono do zakładu „Giesche”. Maksymalne wydobycie w 1847 roku wyniosło 18,5 tys. ton. W latach międzywojennych, w 1931 roku na Mrówczej Górce stały dwa maszty radiostacji lotniczej, które obsługiwały pobliskie lotnisko Katowice-Muchowiec.
U podnóża Mrówczej Górki (ul. Gospodarcza 14-16), w latach 1996–2014 roku powstały budynki usługowe. Na wschodnich stokach góry, w latach 2018–2021 zrealizowano osiedle mieszkaniowe Nowy Nikiszowiec.
Zachodnim stokiem Mrówczej Górki biegnie ul. Gospodarcza, natomiast na południe od wzgórza ul. Górniczego Dorobku. Na zachód od wzgórza zlokalizowany jest cmentarz komunalny oraz węzeł drogowy Murckowska, w których przecinają się: autostrada A4 (al. Górnośląska) oraz droga krajowa nr 86 (ul. Pszczyńska i Murckowska).